# كأس ديفيز 1948
كأس ديفيز 1948 هو الموسم 37 من  كأس ديفيز. فاز فيه منتخب الولايات المتحدة لكأس ديفيز.